# Cathédrale Christ Church de Dublin
Cette  cathédrale n’est pas la seule cathédrale Christ Church.

Le plan de la cathédrale et le parc adjacent

La cathédrale Christ Church (Christ Church) ou cathédrale de la Sainte-Trinité (The Cathedral of the Holy Trinity) de Dublin est une cathédrale anglicane irlandaise.
Elle est la plus ancienne des deux cathédrales de la ville — bien que toutes deux datent du Moyen Âge —, la deuxième étant la cathédrale Saint-Patrick, qui appartient également à l’Église d’Irlande mais a le rôle de « cathédrale nationale » ; l’Église catholique romaine ne possède dans cette ville qu’une pro-cathédrale.
La cathédrale Christ Church porte les titres de cathédrale du diocèse unifié de Dublin et Glendalough (Cathedral of the United Dioceses of Dublin and Glendalough) et de cathédrale métropolitaine de la province unifiée de Dublin et Cashel (Metropolitical Cathedral of the United Provinces of Dublin and Cashel).

## Appartenance
L’église est présentée comme le siège officiel des archevêques de Dublin à la fois de l’Église d’Irlande et de l’Église catholique romaine. En pratique, elle est propriété de l’Église d’Irlande, depuis la Réforme anglaise. Bien qu’elle la revendique comme sa cathédrale, l’Église catholique romaine ne peut utiliser que la pro-cathédrale Sainte-Marie dans Malborough Street.

## Situation
La cathérale Christ Church est située dans l’ancien cœur médiéval de la ville de Dublin, à côté de Wood Quay, à la fin de Dame Street (en). Cependant, le contexte urbain alentour a beaucoup évolué depuis le Moyen Âge, car elle est à présent placée le long d’une grande allée à double voie plutôt qu’au centre du labyrinthe de petits immeubles et de rues étroites qu’était l’ancien quartier résidentiel de Wood Quay.
La cathédrale Christ Church est la seule des trois églises cathédrales — ou agissant comme tel — de Dublin à être clairement visible depuis le fleuve Liffey.

## Histoire

### La première Christ Church
La cathédrale fut commencée en 1038 par le roi viking norvégien de Dublin Sigtryggr Silkiskegg. Le diocèse de Dublin était à l’époque « une île » entourée du vaste diocèse de Glendalough, et dépendait de Canterbury. L’église fut construite sur les hauteurs qui surplombaient la colonie viking de Wood Quay. Parmi les quatre églises de l’époque celte réputées avoir existé autour de Dublin, une seule autre — dédiée à saint Martin de Tours — était à l’intérieur des murs de la cité viking.
Au clergé séculaire s’est ajouté — sous l’évêque suivant, Gilla Pátraic — des moines bénédictins. En 1163, l’église fut convertie en prieuré de l’Ordre régulier de Saint-Nicolas d’Arrouaise (de règle augustinienne réformée) par le deuxième archevêque de Dublin — et futur saint — Laurent O’Toole, qui adhérait lui-même à la règle ; il avait par conséquent un supérieur augustinien, deuxième figure ecclésiastique importante du diocèse, qui n’avait pas le titre de Dean ; cette situation perdura jusqu’en 1541.

### Les anglo-normands et la dernière période du Moyen Âge

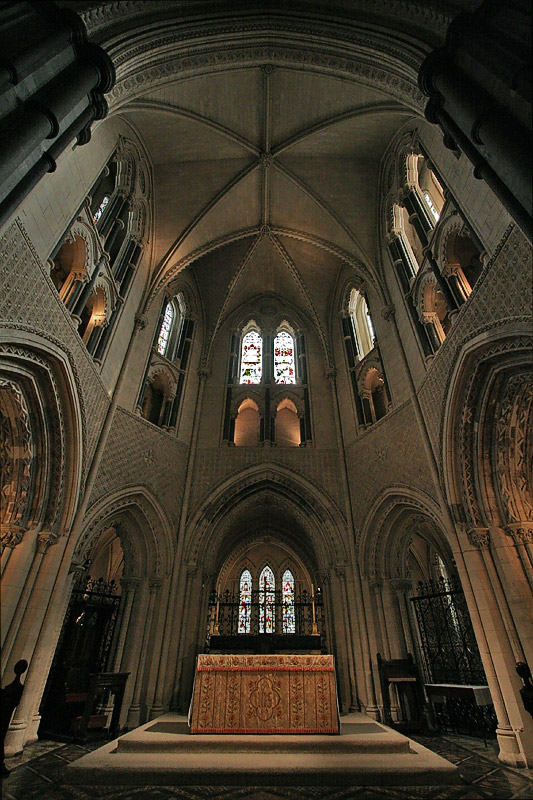
Intérieur de la cathédrale

Henri II assista aux cérémonies de Noël dans la cathédrale en 1171. Selon le guide de la cathédrale, ce fut la première fois qu’il communia depuis l’assassinat de Thomas Beckett à Cantorbéry par ses chevaliers servants.
Dans les années suivantes, Strongbow et d’autres dirigeants anglo-normands financèrent la complète reconstruction de Christ Church ; il fut ajouté le chœur et ses bas-côtés, le transept, la crypte, et les chapelles à saint Edmond, sainte Marie et saint Lô. Une chapelle dédiée à saint Laurent O’Toole fut ajoutée dans les années 1200. La nef existante date en grande partie des années 1230.
En 1300, l’archevêque Ferings de Dublin conclut un accord entre les deux cathédrales — le Pacis Compostio — conservant à toutes deux le statut de cathédrale et répartissant leurs fonctions (voir plus bas). En 1358, la nef de la cathédrale fut en partie utilisée à des fins profanes. La cathédrale est le lieu prétendu du couronnement en 1487 de Lambert Simnel, un prétendant au trône qui a essayé sans succès d’en déposséder Henri VII d'Angleterre, sous le nom de « roi Édouard VI ». En 1493, la chorale fut formée.

### La Réforme anglaise
En 1539, le roi Henri VIII décide de convertir le prieuré en une cathédrale anglicane avec un doyen et un chapitre. Sous Édouard VI, le trésor royal finance une augmentation du clergé de la cathédrale et offre une dotation annuelle à la chorale. D'autre part, Saint-Patrick perd son statut de cathédrale, et le 25 avril 1547, son argent, ses bijoux et ses ornements sont transférés au chapitre de Christ Church.
La reine Marie Ire, et plus tard Jacques Ier, augmentent également la dotation de Christ Church. Entre-temps, en 1551, le service divin est chanté pour la première fois en Irlande en anglais en remplacement du latin, et en 1560, la Bible est pour la première fois lue en anglais.

### De 1562 au début duXIXesiècle
Reposant dans la tourbe, les fondations de la nef lâchent en 1562, faisant tomber le mur sud et les arches de pierre soutenant le toit. Le mur nord penche visiblement depuis cette époque, mais ne s’est pas effondré, et date donc bien de 1230. Une partie du mur peut être réparée, mais le reste des débris est tout simplement nivelé et recouvert d’un nouveau plancher achevé en 1871.
Au XVIIe siècle, le Parlement et les tribunaux de droit sont réunis dans des bâtiments construits à côté de Christ Church. Le roi Jacques II préside lui-même l’ouverture officielle du Parlement à cet endroit. Toutefois, le Parlement et les tribunaux se déplacent par la suite ailleurs, le premier dans Chichester House sur la place Hoggen Green (maintenant College Green) et les seconds dans le nouveau bâtiment des Four Courts.

### Restaurations

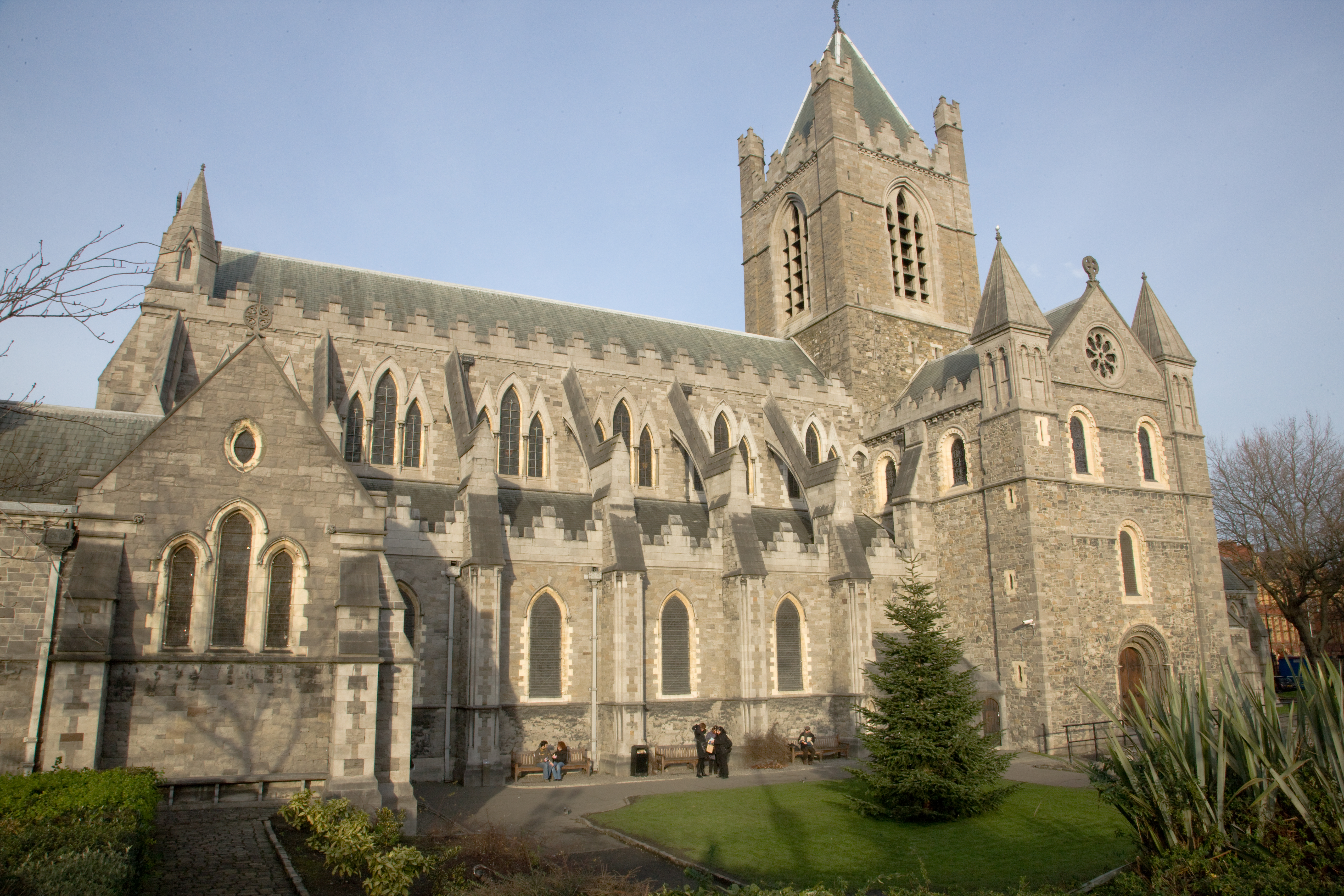
Vue générale

Quelques travaux furent réalisés entre 1829 et 1831 mais le bâtiment, tout comme la proche Saint-Patrick, fut en mauvais état durant la majeure partie du XIXe siècle.
La cathédrale fut entièrement rénovée durant l’époque victorienne par George Edmund Street, sous le parrainage du distilleur Henry Roe du mont Anville. Il construisit le hall de synode adjacent, incluant les derniers vestiges de l’église Saint-Michel. M. Roe dépensa plus de 230 000 livres de l’époque. Si la rénovation de la structure en très mauvais état a préservé l’édifice de l’effondrement, il est néanmoins devenu difficile de dire quelles parties de l’intérieur sont véritablement médiévales et quels éléments sont des pastiches victoriens.
Au XXe siècle, d’autres rénovations ont été menées, particulièrement entre 1980 et 1982.

## Rôles
Christ Church est officiellement le centre du culte de diocèse unifié de Dublin et Glendalough. Il s’y tient d’importants événements annuels tels que le Service de la citoyenneté (Citizenship Service). En tant que cathédrale de la province ecclésiastique unifiée de Dublin et Cashel, elle accueille également les cérémonies d’ordination des prêtres et de consécration des évêques.

## Architecture

Le plan de la cathédrale

### Caveau de Strongbow
La cathédrale renferme une tombe présentée comme celle de Strongbow, un chef de guerre gallo-normand venu en Irlande à la demande du roi Diarmait MacMurrough et dont l’arrivée marque le début de l’implication anglaise en Irlande. À côté de la tombe principale se trouve une figure plus petite avec des épaules tombantes, ce qui suggère une figure féminine, mais le port d’une cotte de mailles indique peut-être un enfant.
On considère aujourd’hui qu’elle n’est pas celle de Strongbow et que l’originale a été détruite ; une tombe médiévale issue de l’église de Drogheda aurait été déplacée là en remplacement,. Le caveau de Strongbow a été utilisé pour conclure des accords juridiques entre les XVIe et XVIIIe siècles.[réf. nécessaire]

### Crypte

Le plan de la crypte

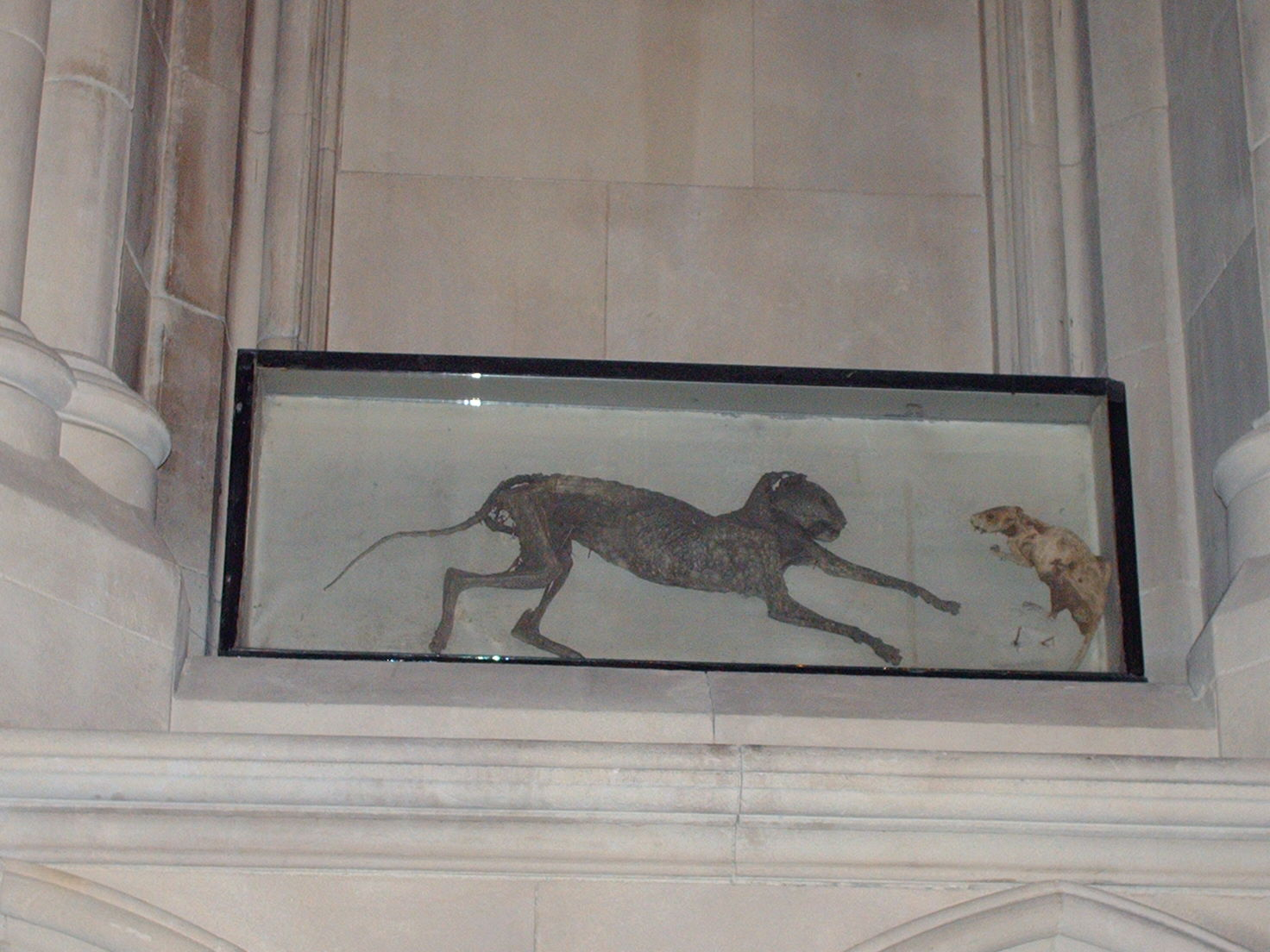
Le chat et le rat en 2006, avant leur déplacement dans la crypte (No. 7 sur le plan)

Christ Church est également la cathédrale possédant la plus grande crypte des îles britanniques, mesurant 63,4 mètres de long. Elle fut construite en 1172 – 1173. Rénovée au début des années 2000, elle est à présent ouverte aux visiteurs.
La crypte contient de nombreux mémoriaux, monuments funéraires et autres éléments historiques d’importance, dont :
- les plus anciennes sculptures séculaires connues en Irlande, deux statues sculptées qui se tenaient jusqu’à la fin du XVIIIe siècle à l’extérieur du Tholsel (l’hôtel de ville médiéval de Dublin, démoli en 1806) ;
- un tabernacle et un ensemble de chandeliers, qui furent utilisées lors de la très courte période durant laquelle la cathédrale a été utilisée pour le culte catholique romain, lorsque le roi catholique Jacques II, ayant fui l’Angleterre en 1690, vint se battre en Irlande pour son trône et assista à la grand-messe ;
- le pilori, anciennement sur la Christ Church Place, réalisé en 1670 et utilisé pour le châtiment des délinquants devant la Cour de Liberté du Dean (Court of the Dean's Liberty, la petite zone sous l’autorité civile exclusive de la cathédrale), déplacé ici en 1870 ;
- des livres historiques et des accessoires de l'autel de la cathédrale ;
- anciennement présentés sur le mur nord — le « mur oblique », qui penche depuis 1562 —, on trouve dans la crypte un chat et un rat momifiés, retrouvés coincés derrière l’orgue et conservés par l'air très sec de la cathédrale.

### Maison du chapitre
Derrière la zone de l’autel se trouve une maison du chapitre, qui contient entre autres les bureaux de la cathédrale et des salles de réunion.

### Maison du synode et pont

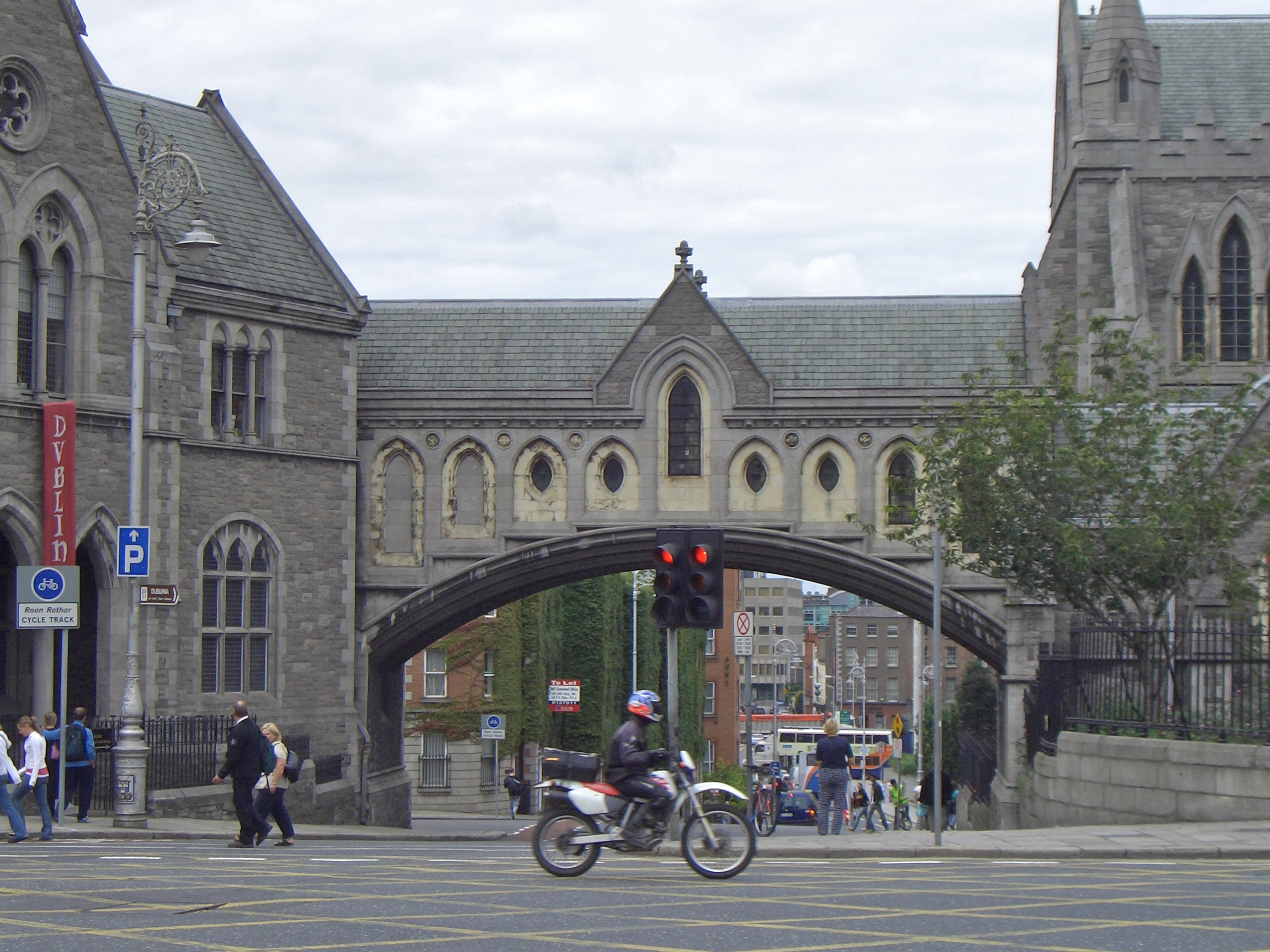
Le pont de la cathédrale

À l’extrémité ouest de la cathédrale est un pont de pierre couvert qui conduit à l’ancienne salle du Synode, construite sur le site de l’ancienne église Saint-Michel, prébendier de Christ Church, qui a été démolie par George Edmund Street lors de sa restauration de la cathédrale. Cette salle du Synode, qui intègre la tour de l’ancienne église, a été autrefois utilisée pour héberger le General Synods et le conseil diocésain de Dublin, Glendalough et Kildare. Y est maintenant présentée l’exposition Dublinia sur le Dublin médiéval.

## Statut

### Les deux cathédrales
Durant leur histoire commune, Christ Church et Saint-Patrick ont partagé longuement le statut de cathédrale du diocèse de Dublin. Cet arrangement a pris fin avec l’Église d’Irlande. Dans un premier temps, il y eut beaucoup de conflits sur le statut mais, un accord — Pacis Compositio — est trouvé en 1300, et a subsisté jusqu’en 1870. Il prévoyait que :
- La consécration et l’intronisation de l’archevêque de Dublin devait avoir lieu à la cathédrale Christ Church — cette partie n’a pas été toujours suivie, avec de nombreux archevêques s’intrônisant dans les deux, et au moins deux à Saint-Patrick seulement ;
- Christ Church avait la priorité formelle, en tant qu’église mère et cathédrale du diocèse ;
- Christ Church avait la responsabilité de conserver la crosse, la mitre et l’anneau de chaque archevêque de Dublin défunt ;
- les archevêques de Dublin décédés devaient être enterrés en alternance dans chacun des deux cathédrales, à moins qu’ils n’en aient en personne décidé autrement ;
- La consécration annuelle des huiles du diocèse devait avoir lieu à Christ Church ;
- Les deux cathédrales devaient agir comme une, « partageant de manière égale leurs libertés[6]. »

### Christianisme romain
À ce jour, le siège du primat d’Irlande et archevêque catholique de Dublin est établi à la pro-cathédrale Sainte-Marie, le Saint-Siège reconnaissant toujours Christ Church comme la cathédrale et donc le siège de l'archevêché catholique.

## Gouvernance

### LeDeanet le chapitre
Le Dean et le chapitre, avec le consentement de l’archevêque de Dublin, président la cathédrale. Le Dean est considéré comme « premier parmi les égaux » (« first among equals ») dans le chapitre mais fait autorité sur l’organisation journalière, sous réserve des fonctions de certains rôles particuliers.
Le chapitre comprend outre de Dean un précentor, un chancelier, un trésorier, les archidiacres de Dublin et Glendalough, et de douze chanoines, huit étant des membres du clergé du diocèse de Dublin, et quatre membres du clergé du diocèse de Glendalough (les trois plus anciens — par ordre de nomination — portent les titres de chanoine de Saint-Michel (Prebendary of St. Michael's), chanoine de Saint-Michan (Prebendary of St. Michan's), et chanoine de Saint-Jean (Prebendary of St. John's)).
Le Dean (en) est nommé par l’archevêque de Dublin, et a aussi sous sa responsabilité depuis 1971 le groupe de paroisses de la cathédrale Christ Church, dont la gestion au jour le jour est faite par un vicaire nommé par un conseil spécial (le Board of Patronage).

### Groupe de paroisses
En 1971, le conseil général de l’Église d’Irlande (en) nouvellement baptisé, à la suite des discussions antérieures, a créé le groupe de paroisses de la cathédrale Christ Church. Il unit quatre paroisses sous la coupe de la cathédrale, et met à leur tête — sous le titre de Recteur — son Dean. Les quatre paroisses sont celles de Saint-André (St. Andrew's), Saint-Werburgh (St. Werburgh's), de Saint-Michan, Saint-Paul et Sainte-Marie (St. Michan's, St. Paul et St. Mary) et celle de tous les saints (All Saints (Grangegorman)).

### Conseil de la cathédrale
Historiquement régie uniquement par le chapitre, la cathédrale est depuis 1872 gérée par un conseil composé de neuf membres du clergé (le doyen, le précenteur, deux vicaires et cinq autres membres du clergé) et de neuf membres laïcs, élus toutes les trois assemblées paroissiales de Pâques.

Le conseil est partagé en comités — mi-2007, on trouve : Administration & Finance, Culture (qui gère le Trésor), Deanery, Fabric, collecte de fonds, Santé & Sécurité, Technologie de l’Information, Musique, Safeguarding Trust and Tower.

## Musique
La cathédrale possède une chorale réputée et un chœur de jeunes filles.
En sont responsables le précenteur, l’« organiste et directeur de la musique » (Organist and Direcor of Music) qui travaille avec un organiste adjoint et enseignant d’orgue, ainsi qu’un « gardien honoraire de la Musique et musicothécaire » (Honorary Keeper of the Music and Music Librarian), et depuis 2007, un « agent de composition de la musique » (Music Development Officer).

### Liste des organistes
- 1595 John Fermor
- 1608 Thomas Bateson
- 1631 Randal Jewett
- 1639 Benjamin Rogers
- 1646 John Hawkshaw
- 1688 Thomas Godfrey
- 1689 Thomas Morgan
- 1692 Peter Isaac
- 1694 Thomas Finell
- 1698 Daniel Rosingrave (en)
- 1727 Ralph Rosingrave
- 1747 George Walsh
- 1765 Richard Woodward
- 1777 Samuel Murphy
- 1780 Langrishe Doyle
- 1805 William Warren
- 1816 Francis Robinson
- 1834 John Robinson
- 1844 sir Robert Prescott Stewart
- 1894 John Horan
- 1906 James Fitzgerald
- 1913 Charles Herbert Kitson
- 1920 Thomas Henry Weaving
- 1950 Leslie Henry Bret Reed
- 1955 Arnold Thomas McKiernan
- 1980 Peter Sweeney
- 1992 Mark Duley
- 2003 Judy Martin

### Cloches
La cathédrale Christ Church est connue pour avoir eu au moins une cloche sonnante depuis 1038. En 1440, sont attestées trois grandes cloches dans la tour, mais le 11 mars 1597, une explosion de poudre accidentelle sur l’un des quais à proximité endommage la tour et fait se fissurer les cloches ; l’explosion causa aussi des dommages à la tour de l’église voisine Saint-Ouen (St. Audoen's Church).
En 1670, six nouvelles cloches ont été apportées dans la tour, formées de métal fondu de canon[réf. souhaitée]. Leur nombre passe à huit en 1738, puis à douze en 1878.
La dernière augmentation du nombre remonte à 1999. Sept autres cloches sont alors ajoutées à l’anneau, portant le nombre de cloches à dix-neuf, un record mondial pour des cloches sonnées à la main. Elles ne forment pas une échelle diatonique de 19 notes, mais offrent un choix de combinaisons : trois combinaisons à douze cloches (dans les tonalités B, C# et F#), une à quatorze et une à seize. Lors de l’augmentation, elle a été la seconde église à posséder seize cloches au monde — la première étant l’église Saint-Martin (en) de Birmingham.
Le travail consistant à faire sonner les cloches est géré par le Ringing Master and Master of the Tower.

## Galerie de photographies

### Baptistère
Le baptistère est situé dans une chapelle le long du mur nord de la cathédrale. Cette dernière est entourée de vitraux de Saints patrons irlandais.

#### Vitraux

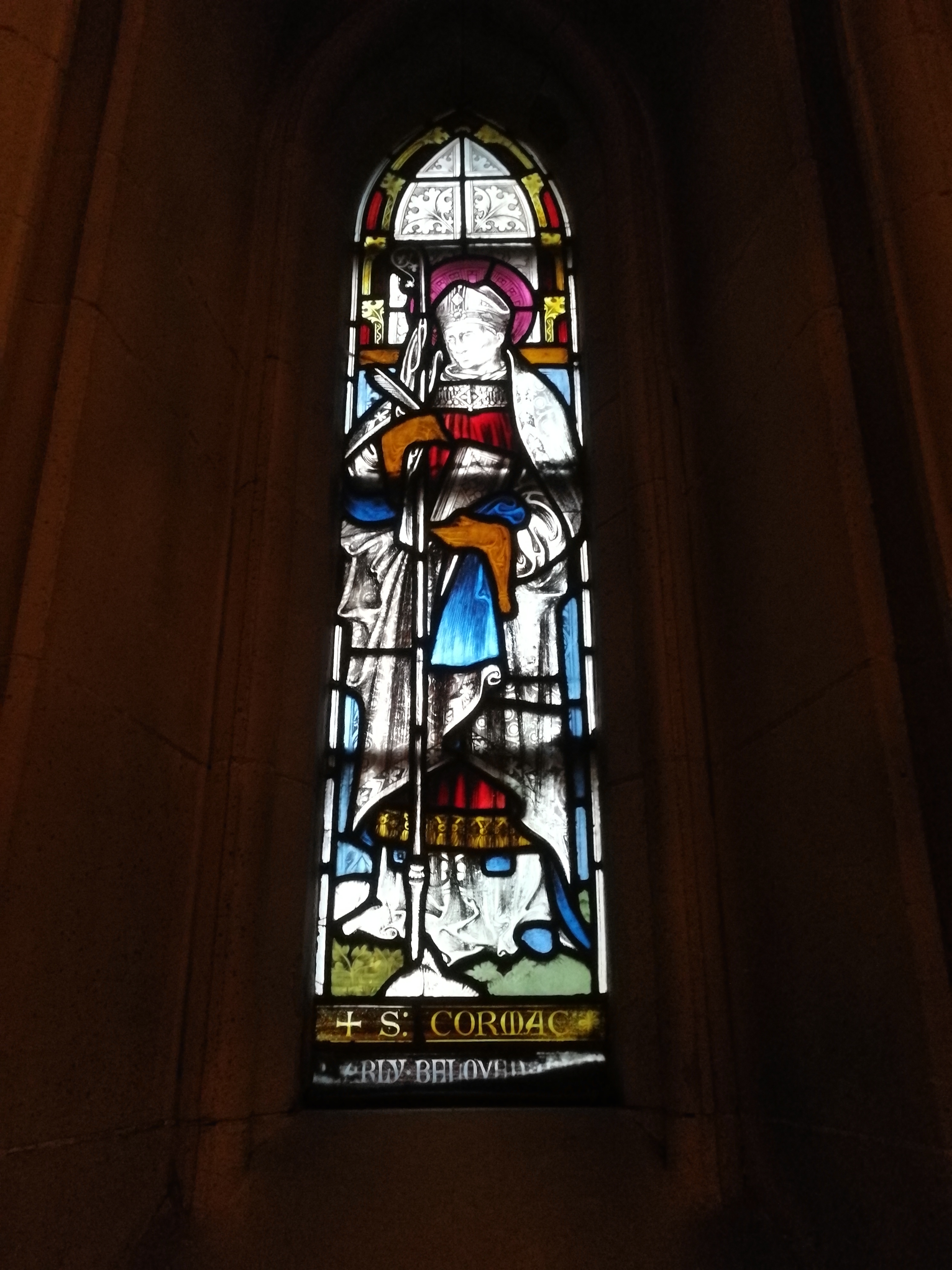
Saint Cormac.
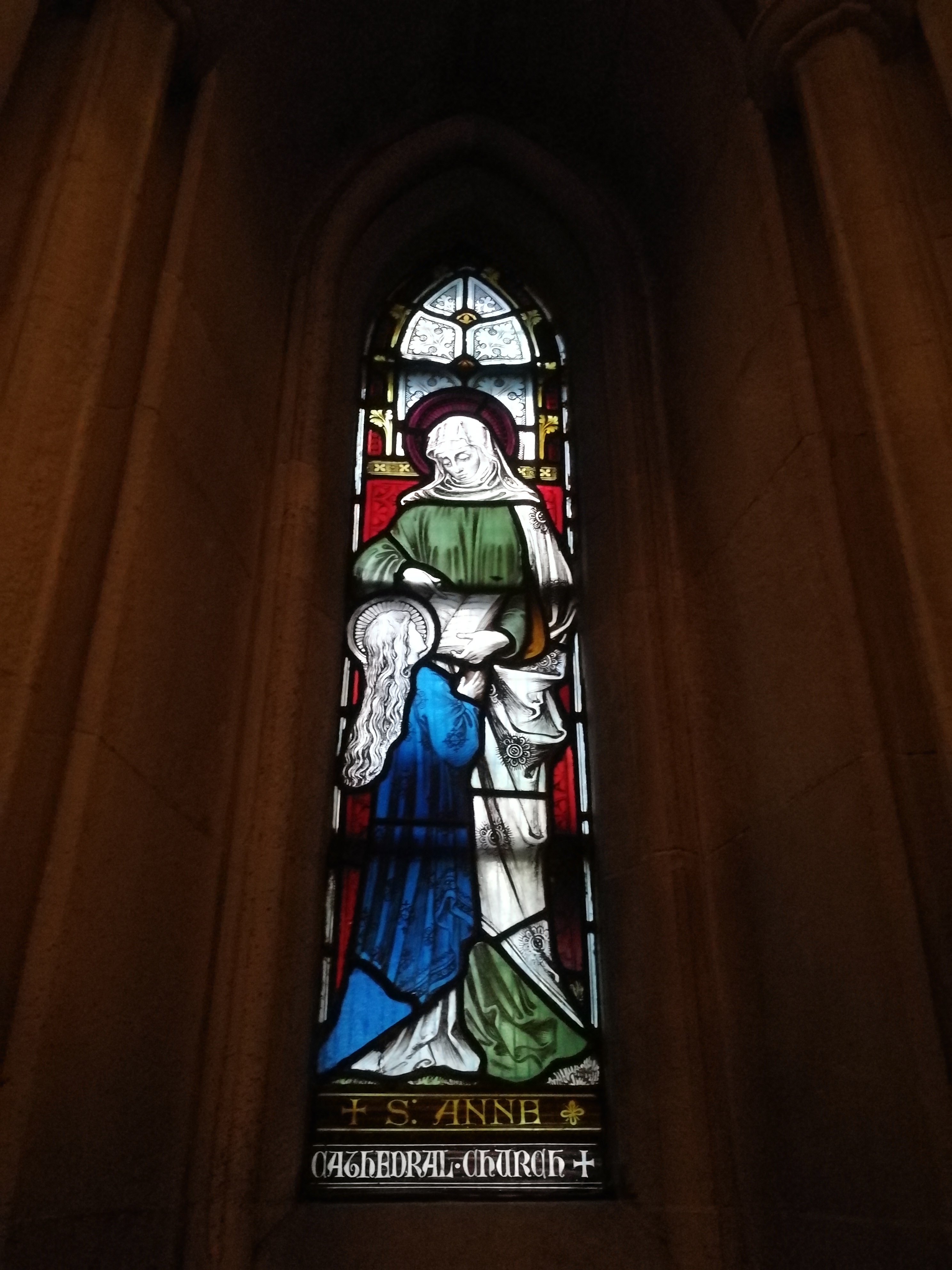
Sainte Anne.
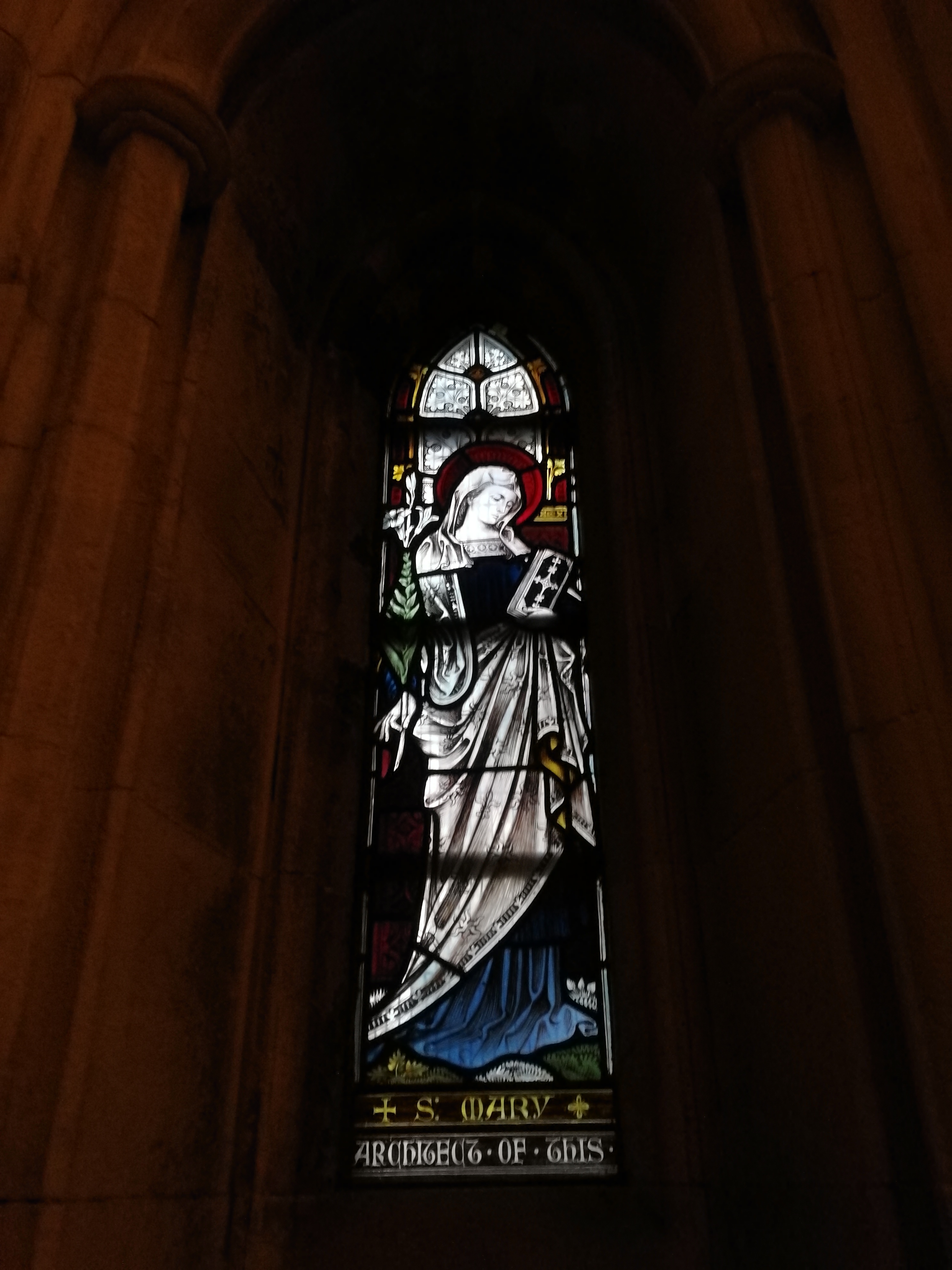
Sainte Marie.
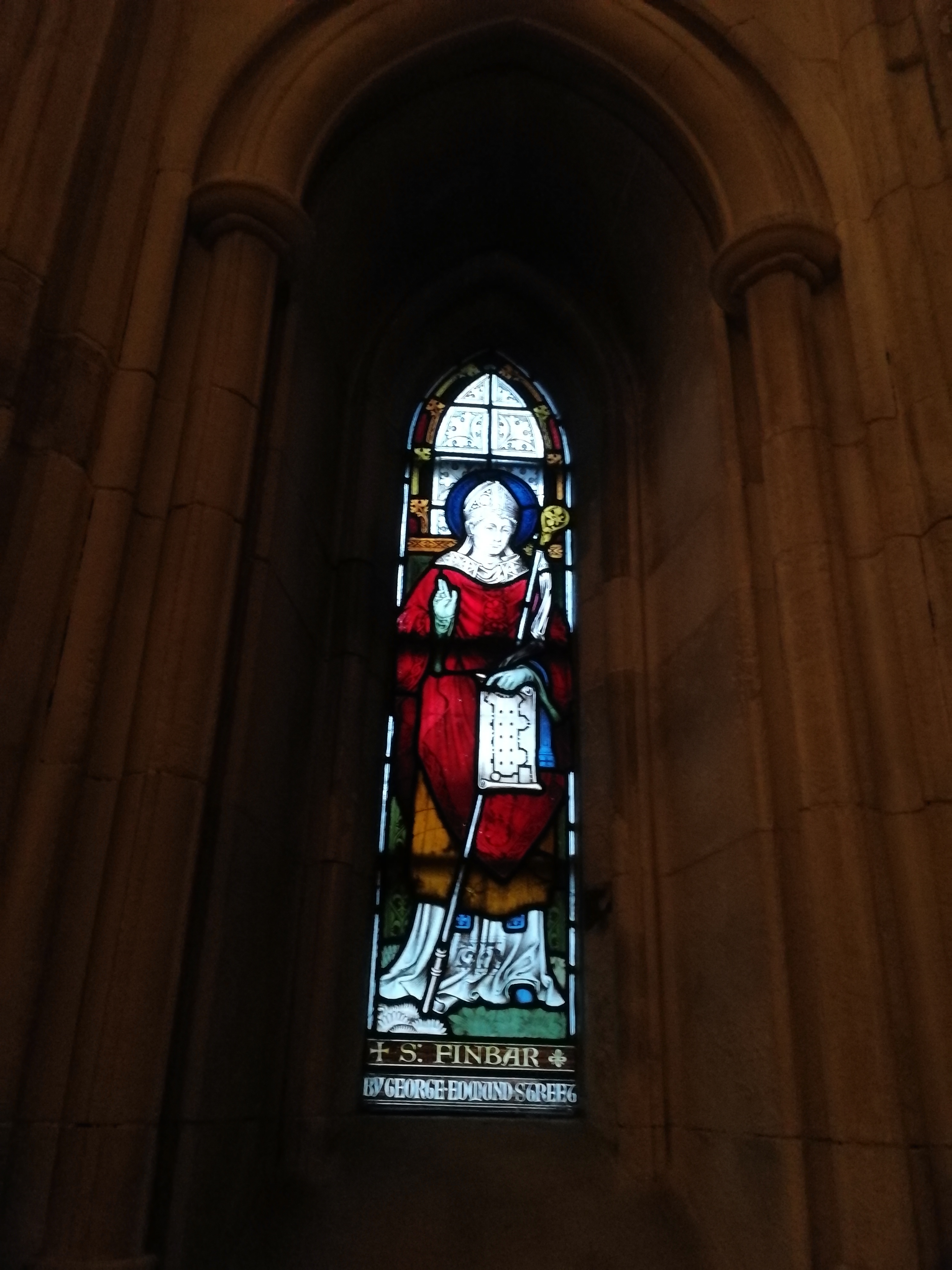
Saint Finbar.
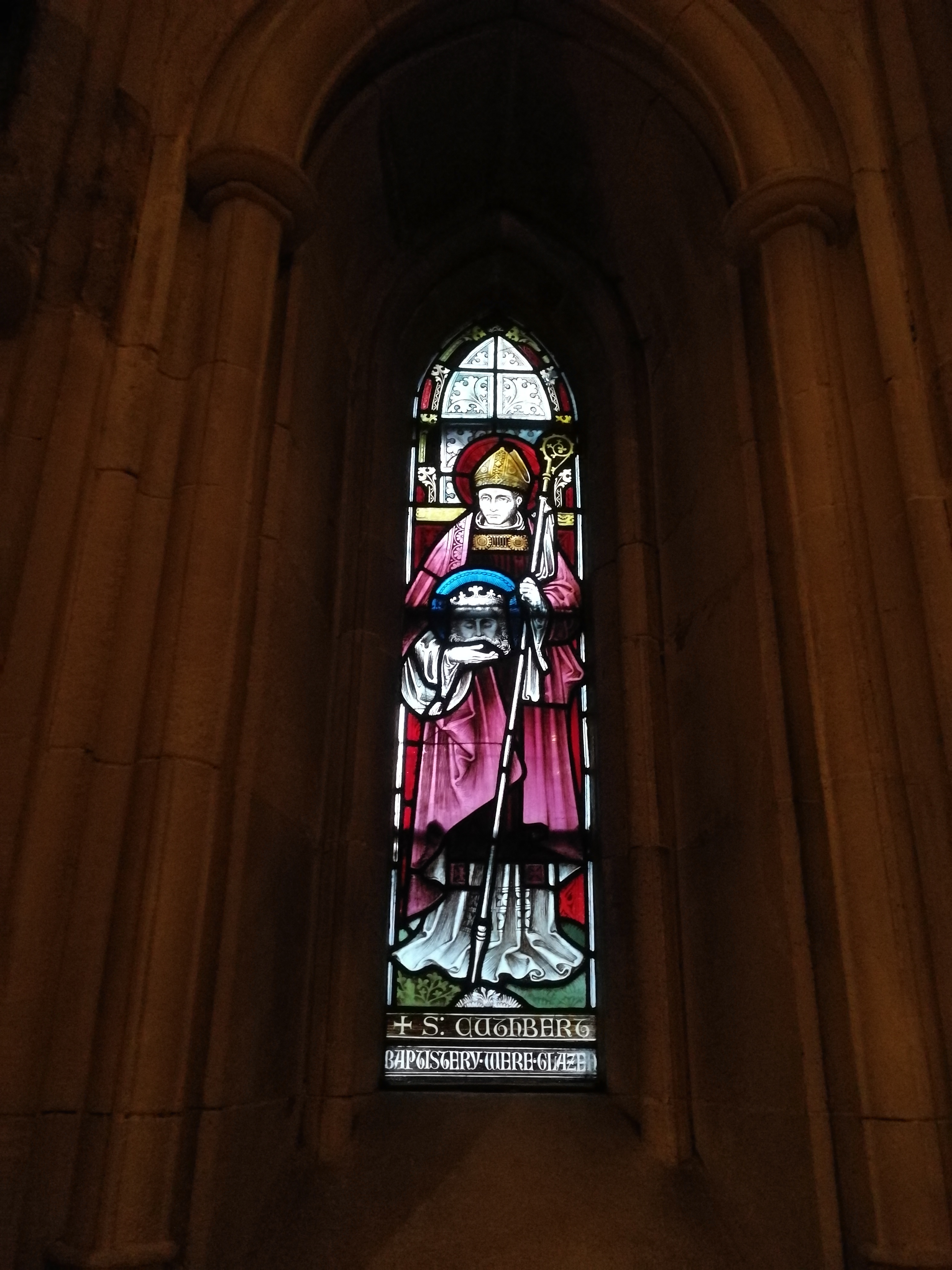
Saint Cuthbert.
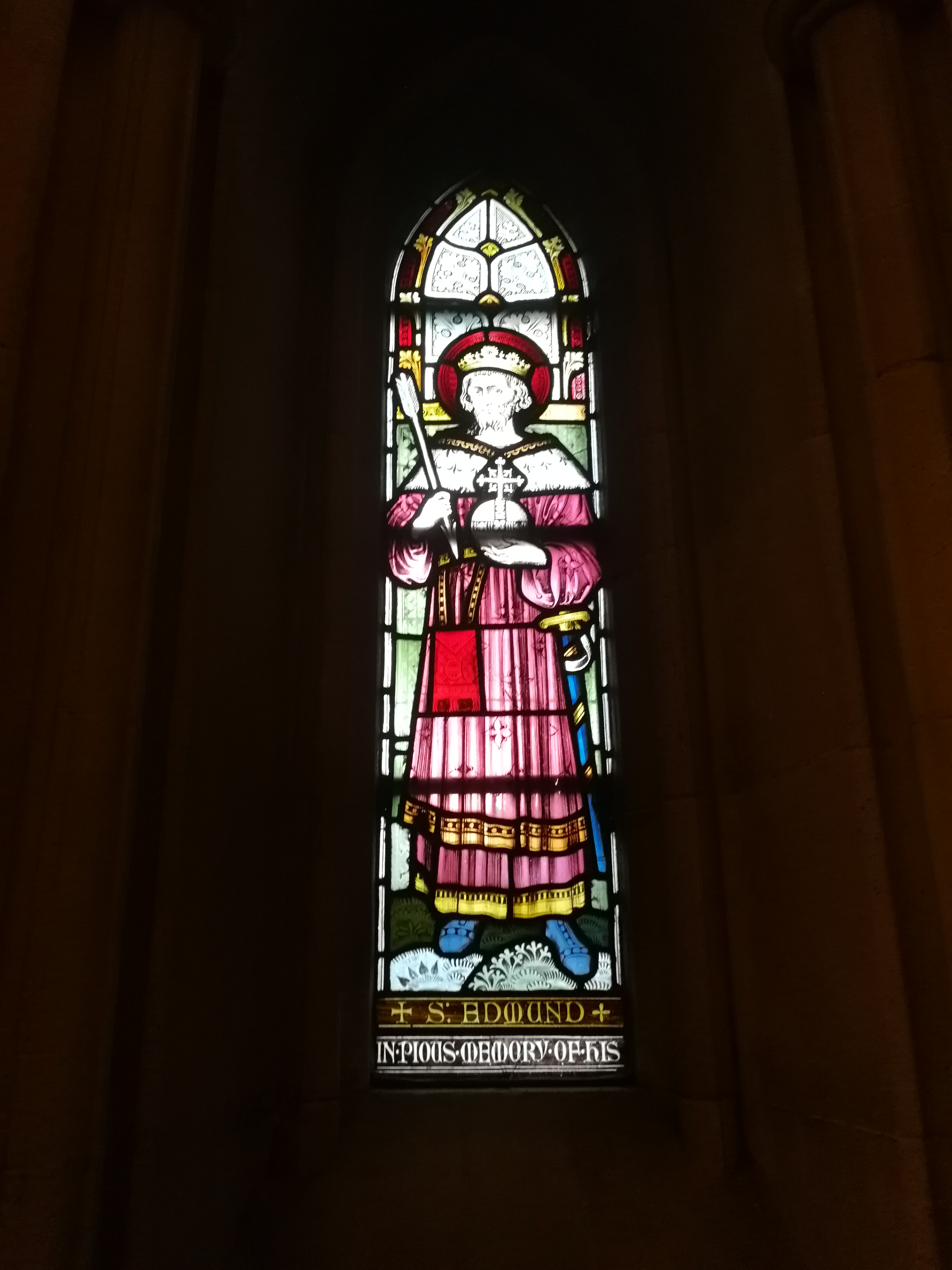
Saint Edmund.
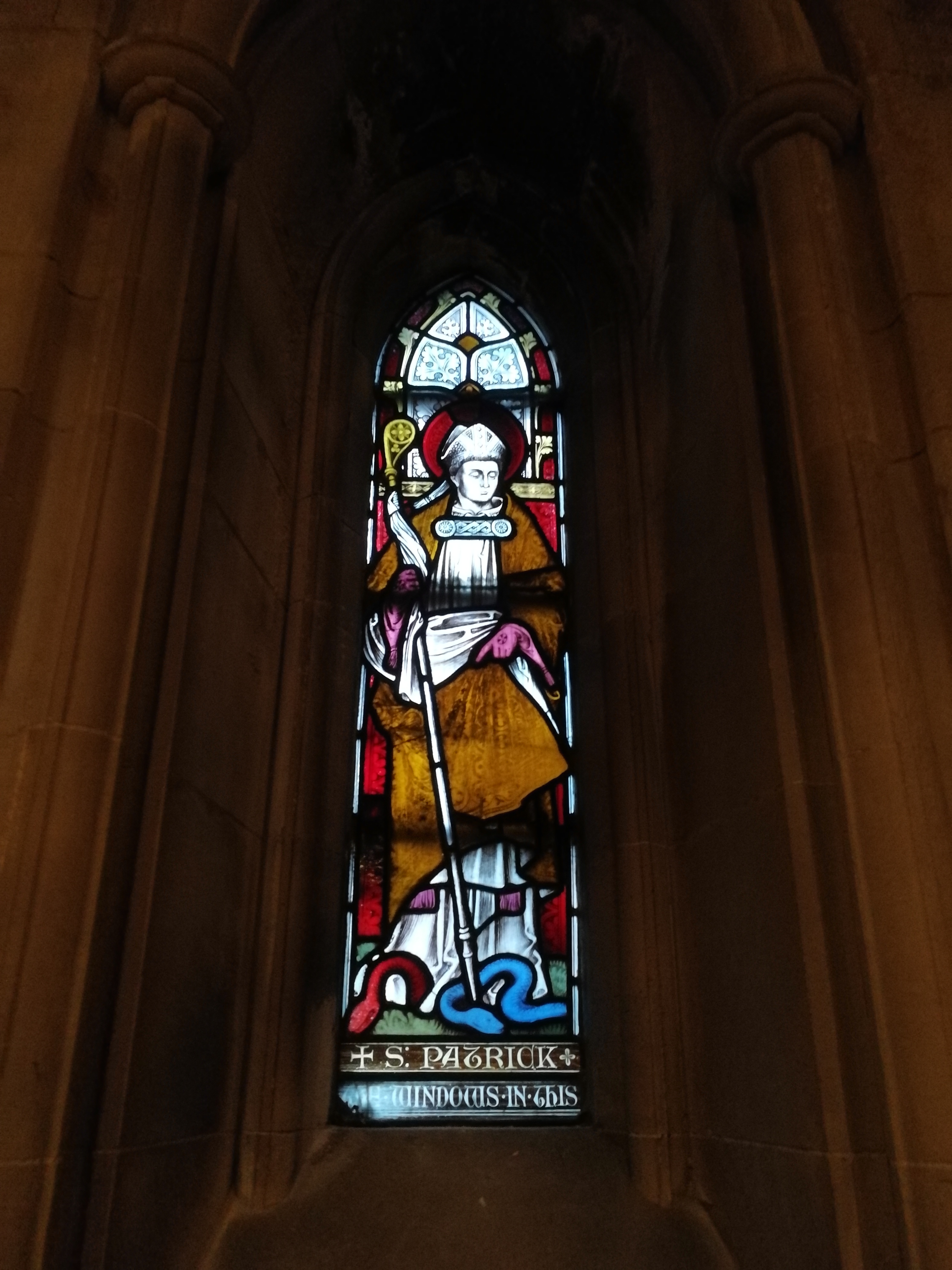
Saint Patrick.
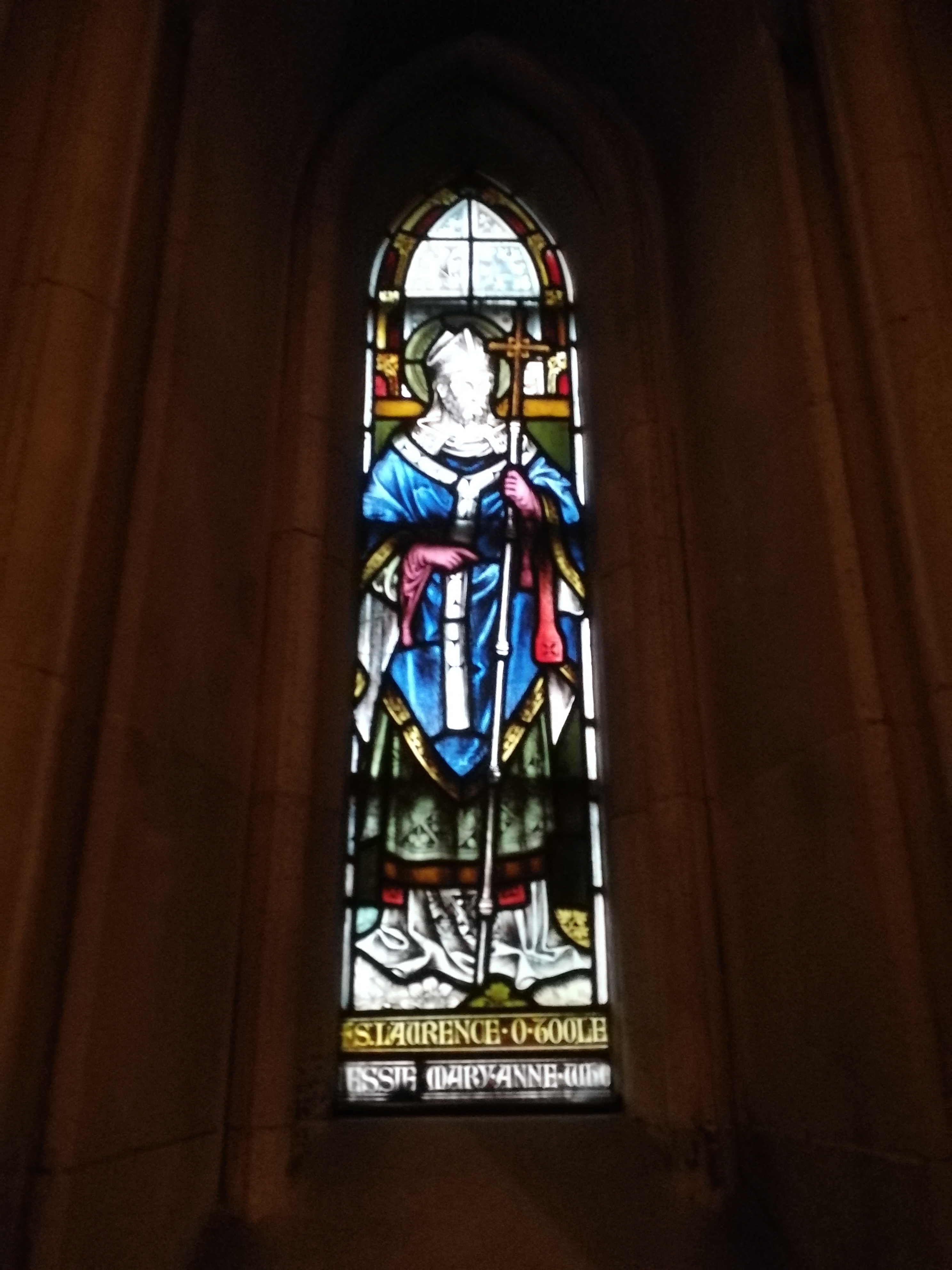
Saint Laurence O'Toole.
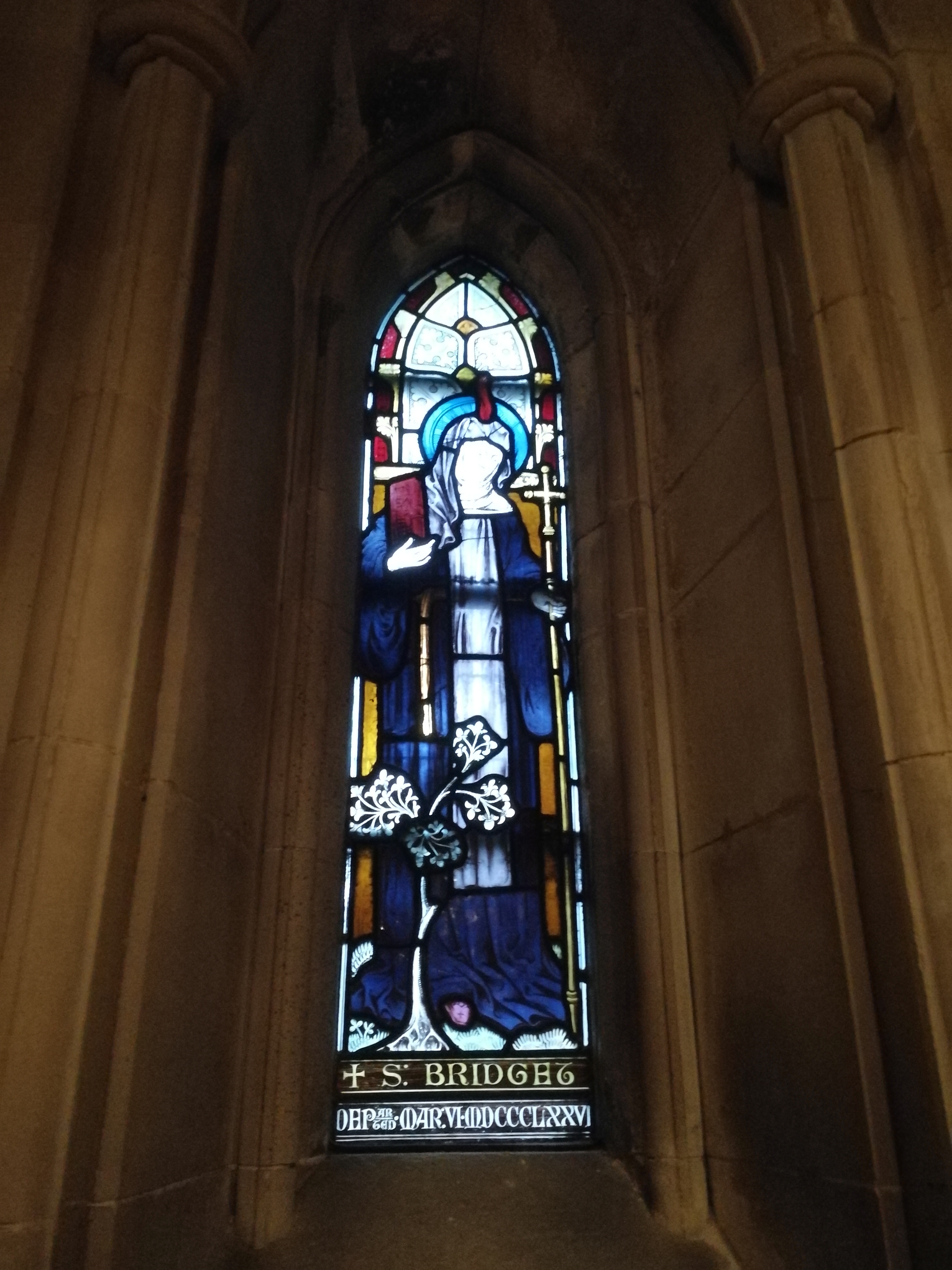
Sainte Bridget.
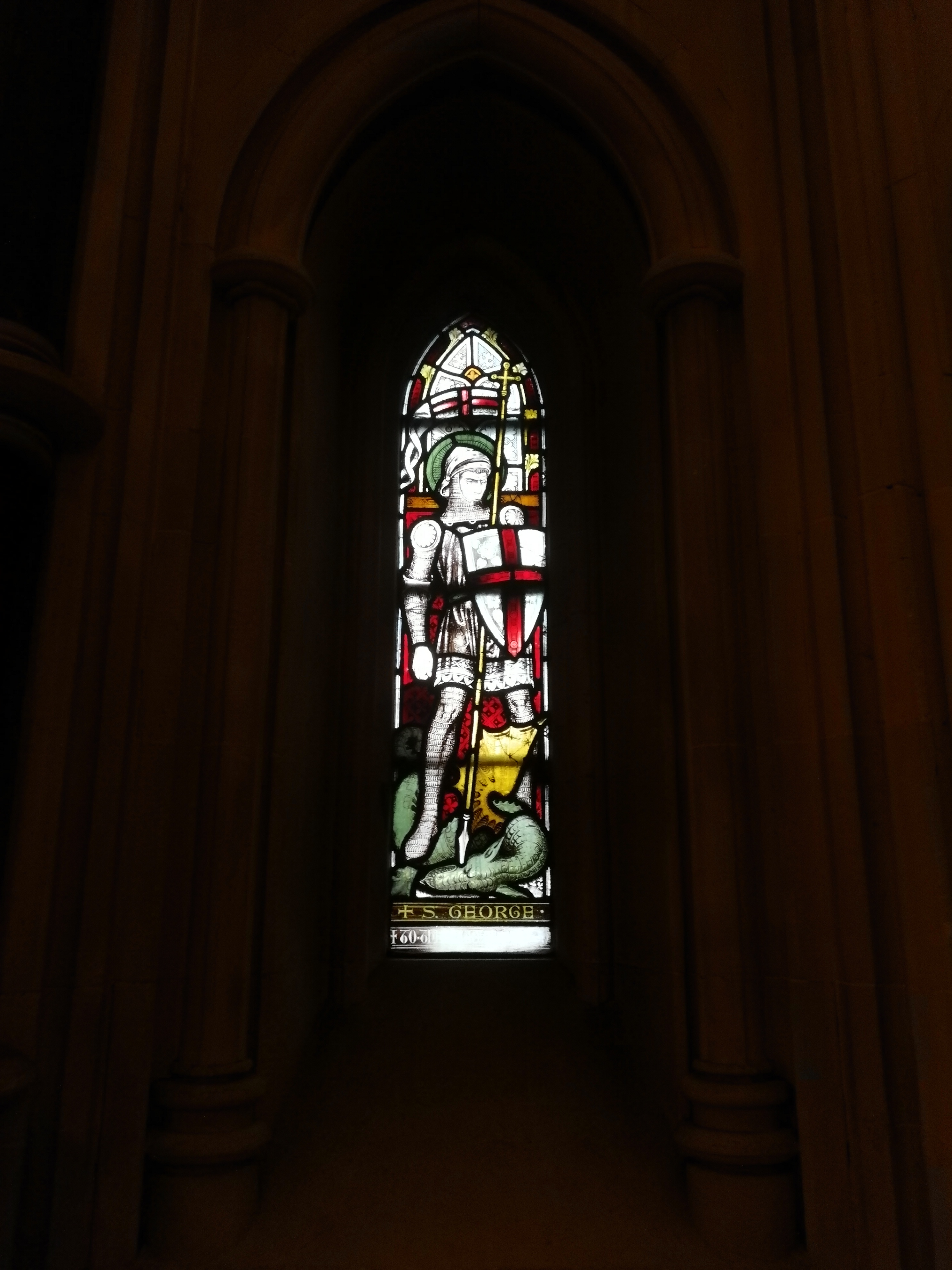
Saint George terrassant le dragon.

#### Détails

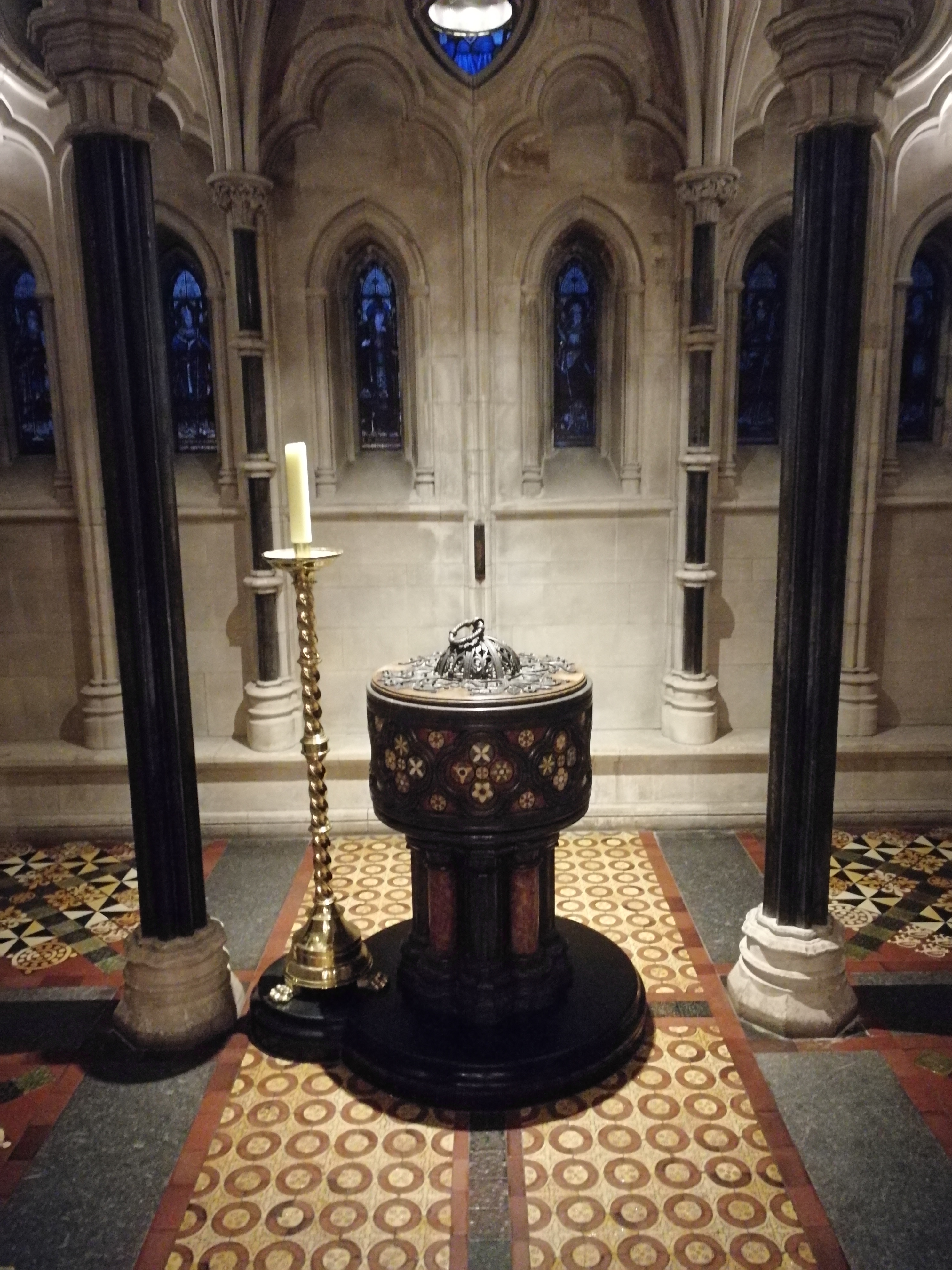
Baptistère et fond de la chapelle.
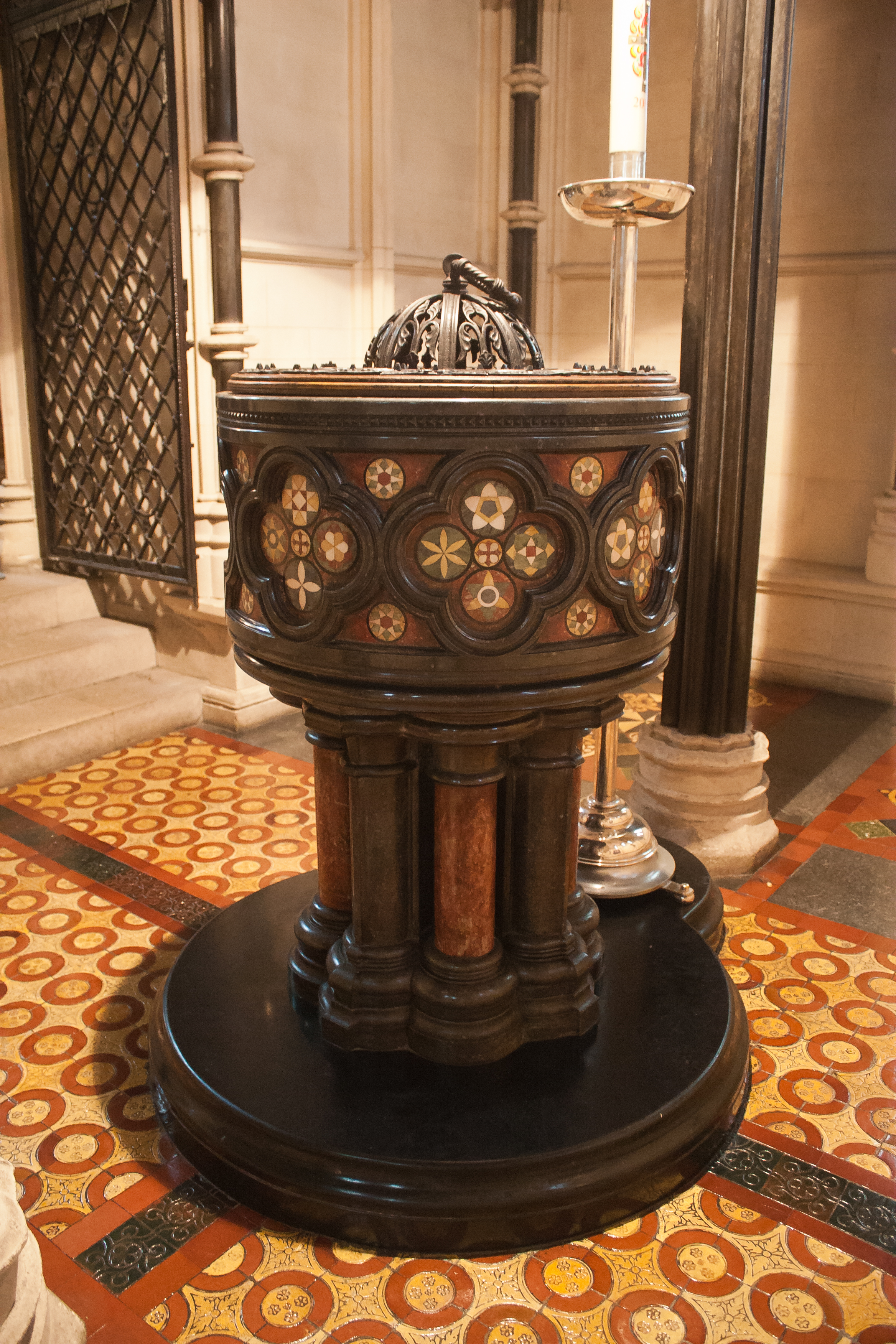
Angle différent.

### Chaire
La chaire de la cathédrale est entourée des sculptures des quatre évangélistes sculptées par Thomas Earp.

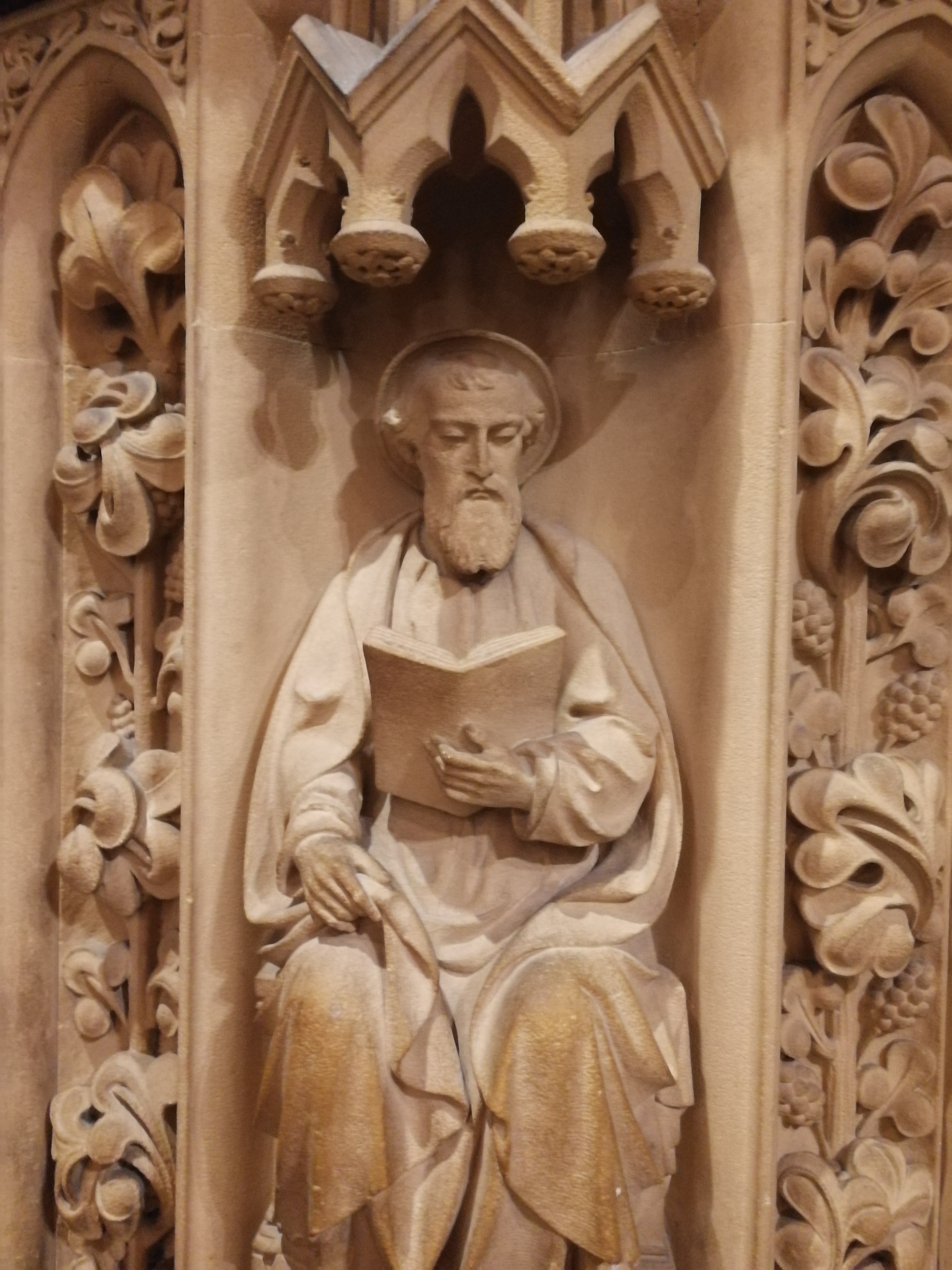
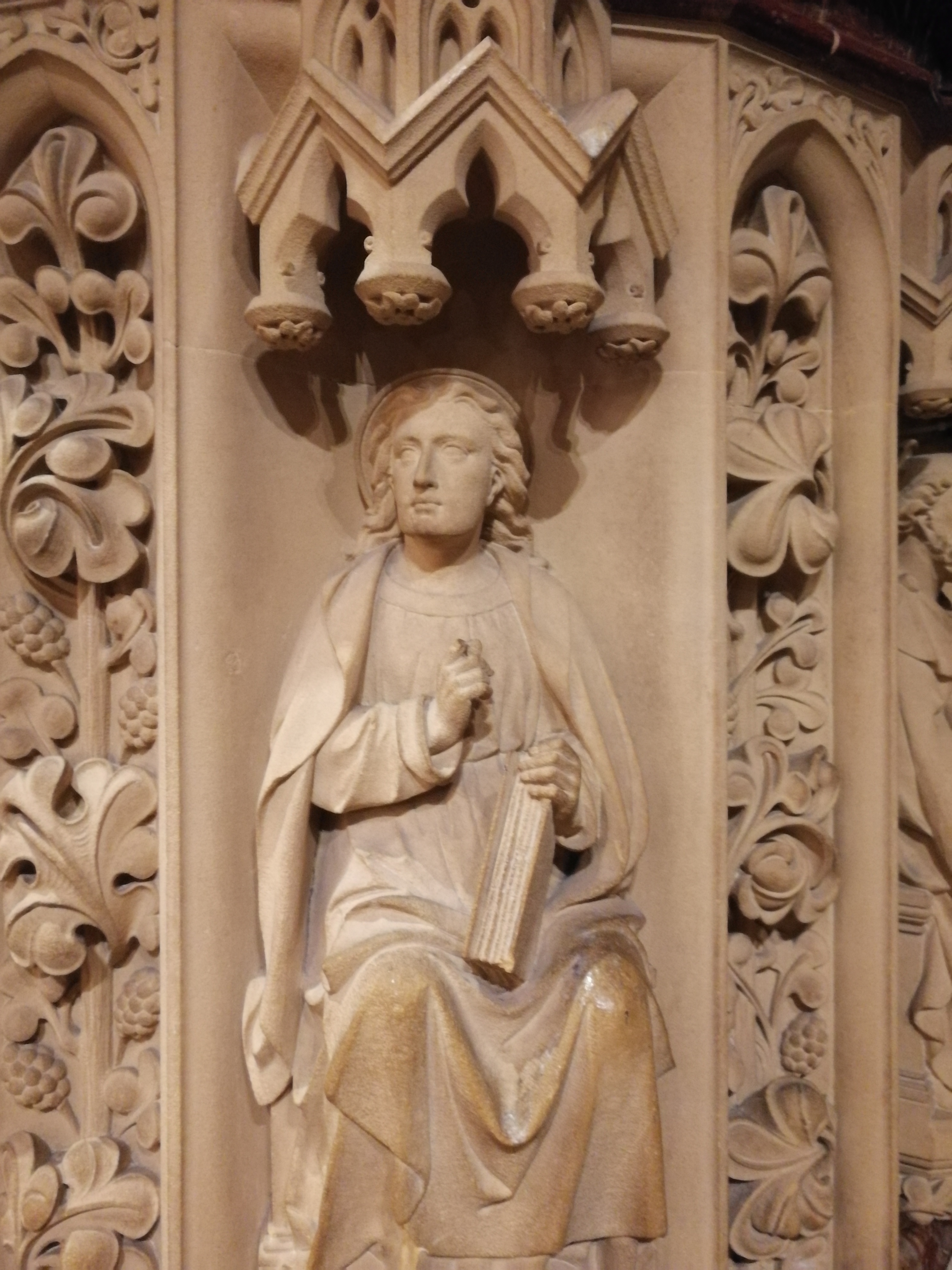
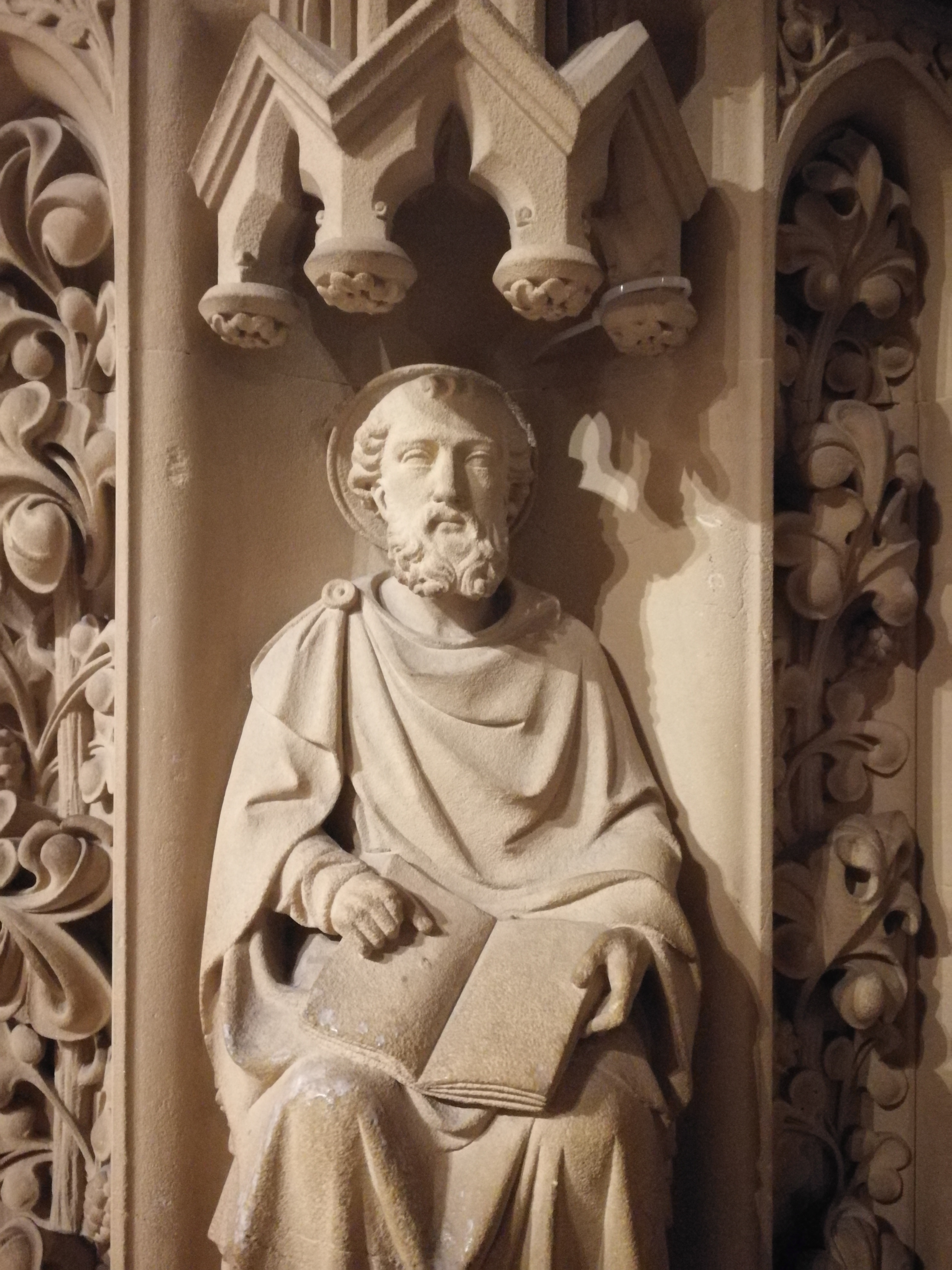
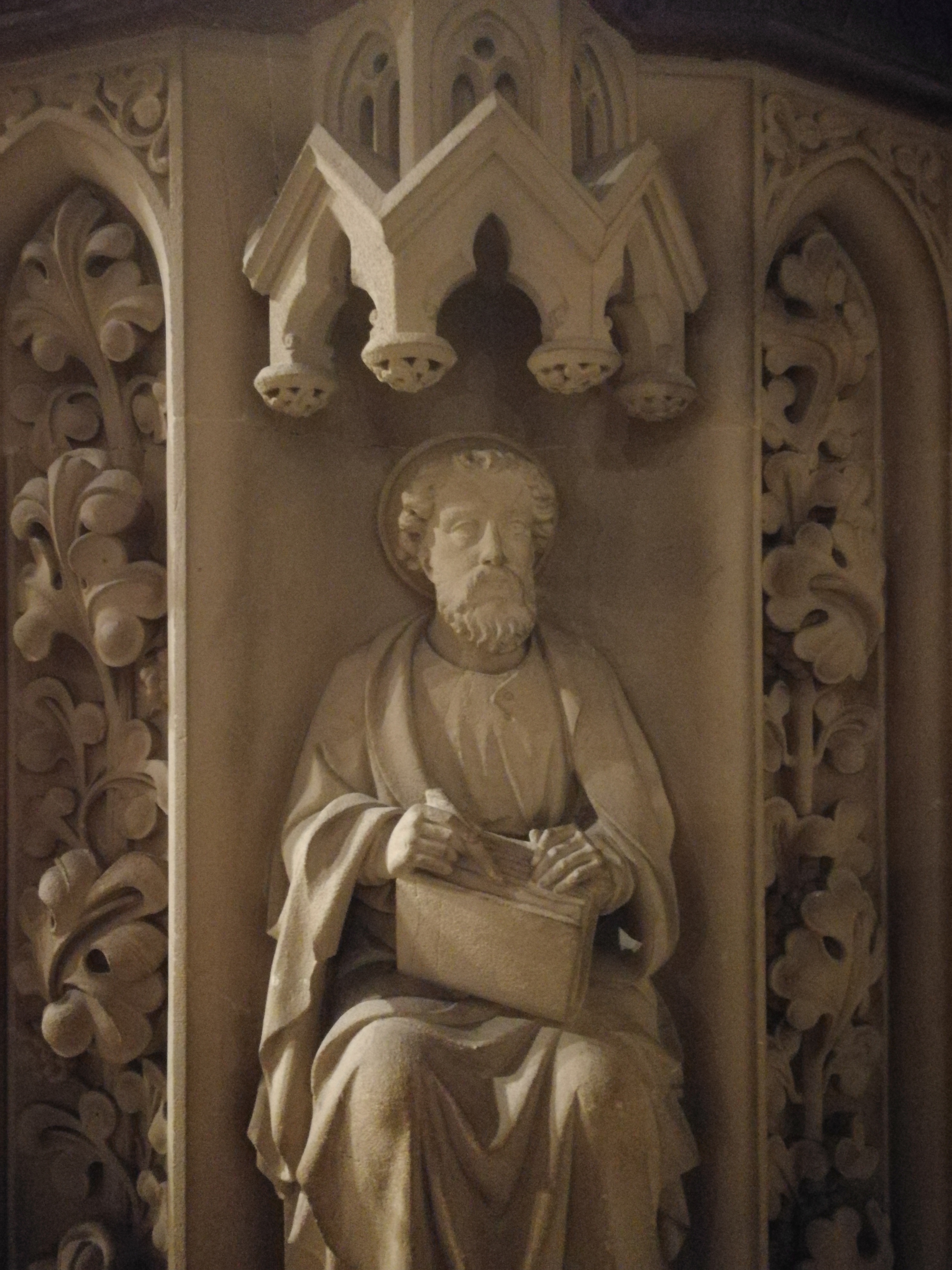
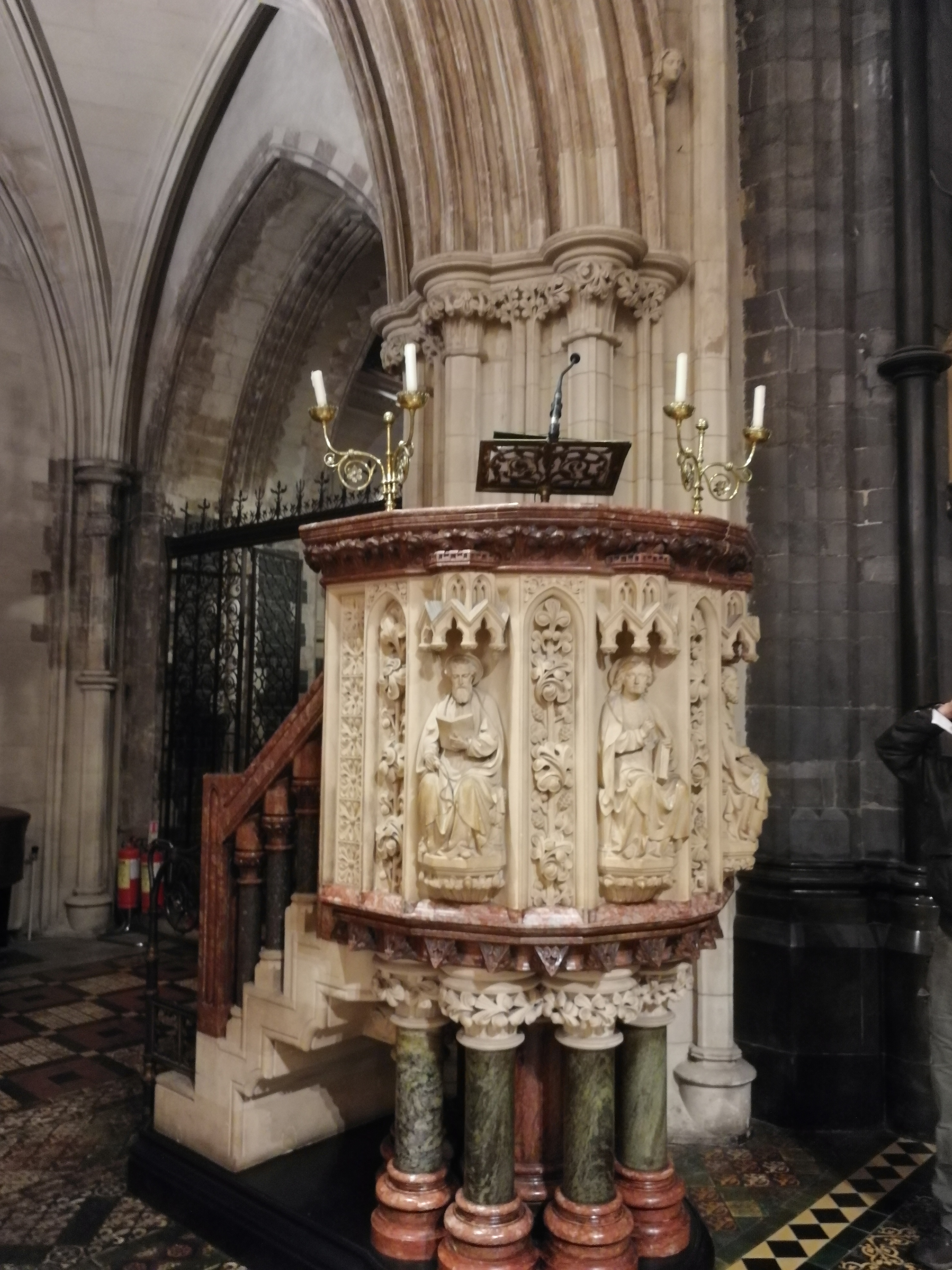
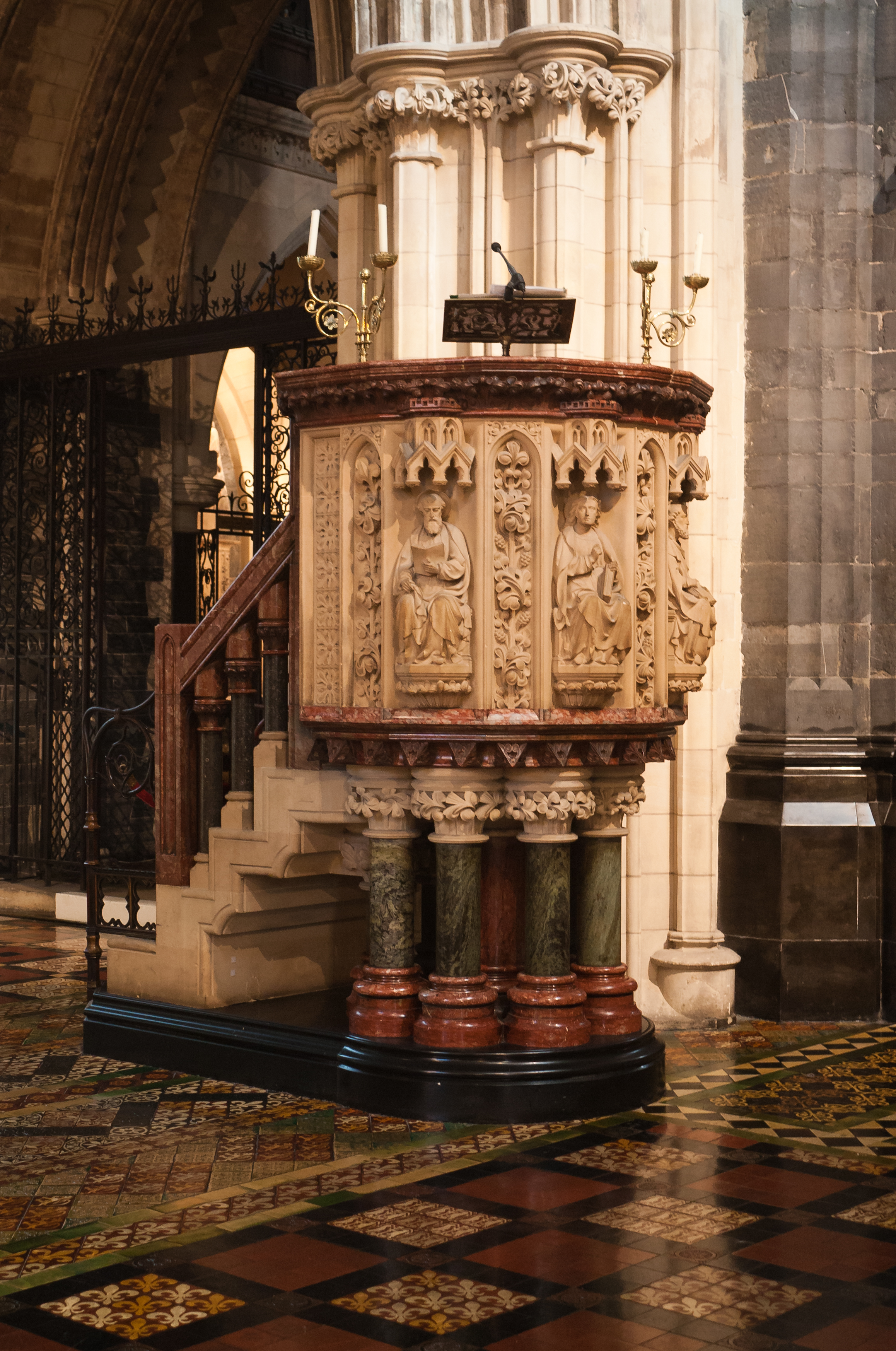

## Divers
- Le personnel de la cathédrale inclut entre autres un service de visites, une boutique, un service d’archives (dirigé par le Honorary Keeper of the Archives), un responsable du site web (qui existe depuis les années 1990), un service de publication (Christ Church Publications, Ltd.), le tout dirigé par un administrateur.
- La cathédrale ne recevant pas d’aide financière régulière de l’État, elle se finance par des visites payantes pour les touristes (incluant l’exposition Dublinia), la vente de souvenirs, publications et enregistrements musicaux.
- Un groupe d’« Amis de la cathédrale Christ Church » (Friends of Christ Church Cathedral) existe depuis 1929.

## Source
- (en) Cet article est partiellement ou en totalité issu de l’article de Wikipédia en anglais intitulé « Christ Church Cathedral, Dublin » (voir la liste des auteurs).

1. ↑  Il a été plusieurs fois évoqué que l’Église catholique romaine ne rétrograde la cathédrale Christ Church à un niveau d’église paroissiale, en construisant une nouvelle église cathédrale ou en donnant à Sainte-Marie le titre de cathédrale. Dans les années 1970, le parc de Merrion Square dans le centre de la ville a été évoqué pour la nouvelle cathédrale, mais l’endroit a été finalement prêté à la Dublin Corporation et est maintenant connu sous le nom de « parc de l’archevêque Ryan » (Archbishop Ryan Park) d’après l’archevêque Dermot Ryan (en), qui a fait le don.
2. ↑  Dublin, Catholic Truth Society, 1911, l’évêque de Canea, Short Histories of Dublin Parishes, partie VIII, p. 162
3. ↑  Cet épisode se termine par un acte daté du 27 avril 1558, vers la fin du règne de la reine Marie Ire, récépissé par le doyen Thomas Leverous et le chapitre de Saint-Patrick des « marchandises, objets, instruments de musique, etc. » (« goods, chattels, musical instruments, etc. ») appartenant à la cathédrale, et mis en possession du doyen et du chapitre de Christ Church.
4. ↑  « La cathédrale Christ Church de Dublin - lieux sacrés », sur lieuxsacres.canalblog.com, 11 février 2008 (consulté le 19 avril 2020)
5. ↑  (en-US) « Histoire et guides », sur Christ Church Cathedral Dublin (consulté le 19 avril 2020)
6. ↑  « shared equally in their freedoms »
7. ↑  «En l'an 1921, et dans tous les trois ans, le doyen et le chapitre élit parmi les membres du clergé de la cathédrale de cinq personnes, qui, avec le doyen, le chantre, et les deux vicaires de bureau principal, sont membres du conseil d'administration cathédrale ».
"In the year 1921, and in every third year thereafter, the Dean and Chapter shall elect from among the clergymen of the Cathedral five persons, who, with the Dean, the Precentor, and the two senior Clerical Vicars, shall be members of the Cathedral Board".